# Juana Ponce de León
Juana Ponce de León. Dama leonesa. Fue hija de Fernán Pérez Ponce de León, adelantado mayor de la frontera de Andalucía y señor de la Puebla de Asturias, y de su esposa, Urraca Gutiérrez de Meneses. 
Fue bisnieta del rey Alfonso IX de León.

## Orígenes familiares
Fue hija de Fernán Pérez Ponce de León y de su esposa, Urraca Gutiérrez de Meneses. Por parte paterna fueron sus abuelos Pedro Ponce de Cabrera y su esposa, Aldonza Alfonso de León, hija ilegítima del rey Alfonso IX de León y de Aldonza Martínez de Silva. Por parte materna fueron sus abuelos Gutierre Suárez de Meneses, ricohombre de Castilla, y su esposa, Elvira Anes de Sousa.
Fue hermana de Gutierre Fernández Ponce de León, de Pedro Ponce de León, de Aldonza Ponce de León, de Fernando Ponce de León, adelantado mayor de la frontera de Andalucía, y de Beatriz Ponce de León, que contrajo matrimonio con Juan Alonso Pérez de Guzmán, señor de Sanlúcar de Barrameda.

## Biografía
Se desconoce su fecha de nacimiento. Su padre fue señor de la Puebla de Asturias, Cangas y Tineo, y desempeñó los cargos de Adelantado mayor de la frontera de Andalucía, Mayordomo mayor de Alfonso X el Sabio, y ayo del infante Fernando de Castilla, hijo de Sancho IV el Bravo, rey de Castilla y León.
Se desconoce su fecha de defunción.

## Matrimonio y descendencia
Fruto de su matrimonio con Pedro Núñez de Guzmán, ricohombre de Castilla e hijo de Álvar Pérez de Guzmán "el Viejo" y de su esposa, María González Girón, nacieron los siguientes hijos:
- Alonso Meléndez de Guzmán (m. 1342). Maestre de la Orden de Santiago. Contrajo matrimonio con María de la Cerda, hija de Alfonso de la Cerda y bisnieta de Alfonso X de Castilla.
- Leonor de Guzmán (1310-1351). Contrajo matrimonio con Juan de Velasco, aunque su esposo falleció sin haber dejado descendencia. Posteriormente se convirtió en amante de Alfonso XI el Justiciero, rey de Castilla y León, con quien tuvo varios hijos, entre ellos, Enrique de Trastámara, que llegaría a ser rey con el nombre de Enrique II de Castilla. Fue asesinada en 1351 por orden de Pedro I el Cruel.
- Juana de Guzmán. Contrajo matrimonio con Enrique Enríquez el Mozo, señor de Villalba de los Llanos, Adelantado mayor de la frontera de Andalucía, Caudillo mayor del obispado de Jaén, y bisnieto de Fernando III de Castilla.